# Chunsach
Chunsach (russisch Хунзах, awarisch Хунзахъ) ist ein Dorf (selo) in der Republik Dagestan in Russland mit 4245 Einwohnern (Stand 14. Oktober 2010).

## Geographie

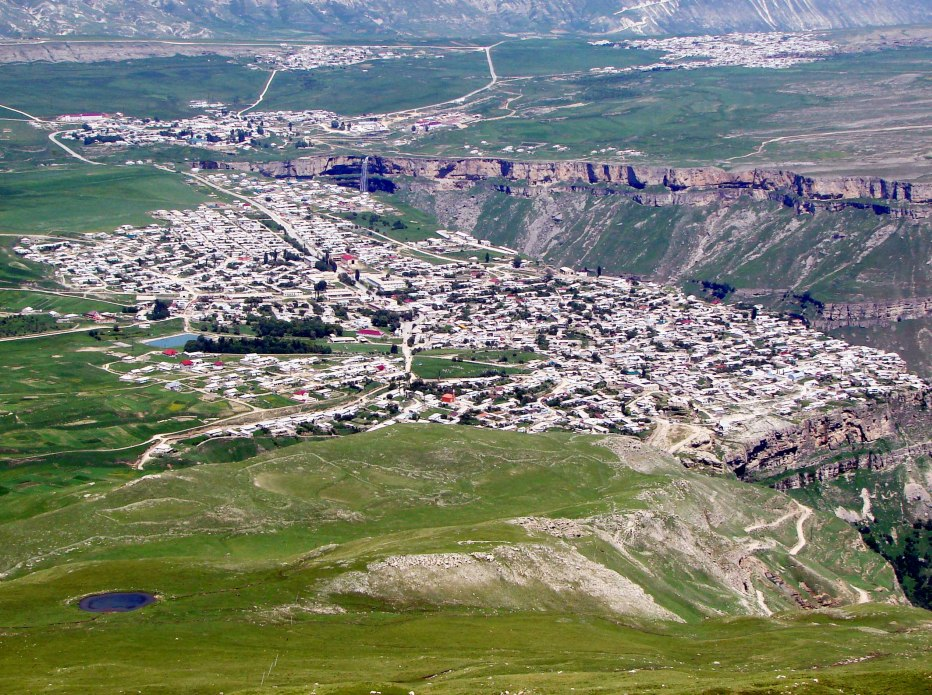
Blick auf Chunsach

Der Ort liegt etwa 80 Kilometer Luftlinie südwestlich der Republikhauptstadt Machatschkala auf dem Chunsach-Plateau, einer Hochebene im östlichen Teil des Großen Kaukasus. Er befindet sich an Rande eines Canyons, der vom Flüsschen Tobot-Zolotl gebildet wird, das etwa 7 Kilometer südöstlich in den Awarskoje Koisu mündet.
Chunsach ist Verwaltungszentrum des Rajons Chunsachski sowie Sitz der Landgemeinde (selskoje posselenije) Chunsachski selsowet, zu der außerdem die Dörfer Arani (2 Kilometer nordöstlich), Baitl (3 Kilometer westlich), Chini (2 Kilometer südlich), Genitschutl (4 Kilometer nordöstlich), Gonoch (3 Kilometer nordwestlich), Nakitl (6 Kilometer südwestlich), Saib (6 Kilometer südlich am Awarskoje Koisu) und Tschondotl (4 Kilometer westlich) gehören. Das Dorf ist faktisch ausschließlich von Awaren bewohnt.

## Geschichte
Der seit dem Mittelalter bekannte Ort war vom 12. bis 19. Jahrhundert Hauptstadt des zumeist unabhängigen Awarischen Khanats. Im 19. Jahrhundert – nach ersten Versuchen ab 1802 endgültig mit dem russischen Sieg im Kaukasuskrieg von 1817 bis 1864 – kam das Gebiet zum Russischen Reich. Chunsach wurde Verwaltungssitz des Awarischen Okrugs (Awarski okrug) der 1860 gebildeten Oblast Dagestan.
Im Rahmen der administrativen Umgestaltung der 1921 gegründeten Dagestanischen ASSR wurde Chunsach am 22. November 1928 Sitz eines nach ihm benannten Kantons, der am 3. Juni 1929 in einen Rajon umgewandelt wurde.

### Bevölkerungsentwicklung
| Jahr | Einwohner |
| ---- | --------- |
| 1897 | 1587      |
| 1939 | 2151      |
| 1959 | 1972      |
| 1970 | 2372      |
| 1979 | 2332      |
| 1989 | 2901      |
| 2002 | 3694      |
| 2010 | 4245      |

Anmerkung: Volkszählungsdaten

## Verkehr
Einige Kilometer nordöstlich von Chunsach verläuft die Regionalstraße 82K-008, die aus dem Tal des Awarskoje Koisu bei Arakani (dort besteht Anschluss in Richtung Buinaksk – Machatschkala) kommend weiter über das westlich benachbarte Rajonzentrum Botlich zur tschetschenischen Grenze führt (dort weiter in Richtung Schali – Grosny). In Buinaksk befindet sich per Luftlinie knapp 50 Kilometer entfernt die nächstgelegene Bahnstation.
An der Regionalstraße nordöstlich von Chunsach existiert ein kleiner Flugplatz, der seit den 1990er-Jahren formal außer Betrieb ist.